# I. liga žen
De I. liga žen (Nederlands: 1e liga vrouwen) is de hoogste vrouwenvoetbalafdeling in Tsjechië. De competitie wordt georganiseerd door de FAČR. De I. liga žen is in 1993 opgericht na de splitsing van Tsjecho-Slowakije in Tsjechië en Slowakije. Aan de competitie nemen acht teams deel. De competitie bestaat uit een regulier deel dat wordt gevolgd door play-off wedstrijden.
Recordkampioen van de competitie is AC Sparta Praag, met 21 titels.

## Teams 2023/24
- FC Baník Ostrava
- Lokomotiva Brno Horní Heršpice
- FK Pardubice
- SK Slavia Praag
- 1. FC Slovácko
- FC Slovan Liberec
- AC Sparta Praag
- FC Viktoria Pilsen

## Kampioenen
| Seizoen | Kampioen        |
| ------- | --------------- |
| 1993/94 | AC Sparta Praag |
| 1994/95 | AC Sparta Praag |
| 1995/96 | AC Sparta Praag |
| 1996/97 | AC Sparta Praag |
| 1997/98 | AC Sparta Praag |
| 1998/99 | AC Sparta Praag |
| 1999/00 | AC Sparta Praag |
| 2000/01 | AC Sparta Praag |
| 2001/02 | AC Sparta Praag |
| 2002/03 | SK Slavia Praag |
| 2003/04 | SK Slavia Praag |
| 2004/05 | AC Sparta Praag |
| 2005/06 | AC Sparta Praag |
| 2006/07 | AC Sparta Praag |
| 2007/08 | AC Sparta Praag |
| 2008/09 | AC Sparta Praag |
| 2009/10 | AC Sparta Praag |
| 2010/11 | AC Sparta Praag |
| 2011/12 | AC Sparta Praag |
| 2012/13 | AC Sparta Praag |
| 2013/14 | SK Slavia Praag |
| 2014/15 | SK Slavia Praag |
| 2015/16 | SK Slavia Praag |
| 2016/17 | SK Slavia Praag |
| 2017/18 | AC Sparta Praag |
| 2018/19 | AC Sparta Praag |
| 2019/20 | SK Slavia Praag |
| 2020/21 | AC Sparta Praag |
| 2021/22 | SK Slavia Praag |
| 2022/23 | SK Slavia Praag |
| 2023/24 | SK Slavia Praag |